# 永山亥軒
永山 亥軒（ながやま がいけん）は江戸時代後期から明治維新期にかけての加賀藩の儒学者。明倫堂助教、集議院議員。

## 生涯
文化12年（1815年）8月15日加賀国金沢石坂五十人町（白菊町）に加賀藩士岸平馬の長男として生まれた。文政12年（1829年）永山市次郎の養子となり、7月聞番役足軽、天保5年（1834年）景徳院守殿附定役留書。同年藩校明倫堂に入学し、大島柴垣、西坂成庵に学んだ。
天保5年（1834年）または天保9年（1838年）、成庵に従って江戸に遊学し、昌平黌で安積艮斎に儒学、清水赤城に明律、藤川次郎左衛門に武術を学び、大槻磐渓 、佐久間象山 、栗本匏庵、塩谷宕陰、斎藤竹堂、河田迪斎、倉石侗窩、野田笛浦等と交流した。また、当時加賀藩士の間では将棋等の遊芸が流行しており、亥軒も江戸で将棋の初段を得ている。なお、高橋景保に天文学を学んだというが、年代が合わない。
帰郷後も引き続き加賀藩に仕え、弘化4年（1847年）3月木村采右衛門と江戸へ向かう途中、越後国中屋敷宿で善光寺地震に遭遇している。嘉永6年（1853年）割場附足軽小頭。安政3年（1856年）明倫堂で欽定四経の校勘を手伝い、後に二七之講書助教を務めた。
文久年間藩主名代前田慶寧に従い京都に上り、公家等を相手に講義を行う傍ら、高松保実に和歌を学び、杏凡山を通じて蒋子賓に詩文の添削を受けた。文久3年（1863年）同僚鶴田陸と国政に関する3ヶ条の上書を提出したところ、右大臣二条斉敬の告発により藩宿舎建仁寺での蟄居を命じられ、4月帰郷した。
慶応4年（1868年）3月木村九左衛門、陸原慎太郎、井口嘉一郎、小幡順太郎と共に金沢藩貢士に選ばれ、集議院で国政を論じた。
解任後、帰郷して明倫堂助教加人となり、刑律調理方御用を兼任した。明治2年（1869年）三等上士、4月三等文学教師、11月権少属漢学教師。
明治4年（1871年）金沢藩廃止後、石川県中学校・石川県師範学校で教鞭を執り、明治12年（1879年）8月11日小立野大音町の自宅で死去した。墓所は野田山墓地後割乙1148。

## 著書
- 『亥軒雑抄』- 金沢市立玉川図書館近世史料館岸文庫所蔵[11][17][18]。
- 『亥軒詩軸』- 岸文庫所蔵[11]。
- 『填移小議』- 弘化3年（1846年）7月次自序。金沢市立図書館加越能文庫所蔵[11]。
- 『永山亥軒上書』- 加越能文庫所蔵[11]。
- 『長春園雑記』[19]
- 『聯珠合璧 椿園詩鈔』 - 国立国会図書館[19]、近世史料館稼堂文庫所蔵[20]。
- 『続亥軒文鈔』[19]
- 『亥軒文稿』 [21]
- 『亥軒詩稿』[21]
- 『農政論』 - 天保の大飢饉に応じて記したもの[22]。
- 『夏日百首』 - 安政6年（1859年）成立。東京都立中央図書館加賀文庫所蔵[23]。
- 『北征日記』 - 無窮会織田文庫所蔵『帯秋艸盧』雑編四所収[24]。
- 『家司職制』 - 加越能文庫所蔵[25]。

## 思想
儒学は朱子学を主とし、古義学も参照した。『填移小議』序文では李二曲が主唱した明体適用の学に賛同し、経学を現実の国家制度に適用する必要を説いた。
師西坂成庵は強固な攘夷論を唱え、洋学にも反対だったが、亥軒は江戸で国際派知識人と積極的に交流し、見聞を広めた。文久2年（1862年）7月藩に提出した上書では、西洋の航海術・火術による国防強化を説いている。
尊王家でありながら佐幕的傾向が強く、文久2年（1862年）7月の上書では、外様大名は朝廷の位記・口宣により封国を拝領するべきと説く一方、譜代大名は従来通り徳川将軍家の朱印状による知行宛行のままでよいとし、慶応4年（1868年）4月25日集議院においても、徳川家の所領を70万石とする廷旨に反対し、駿府100万石以上を与えて諸侯の上に置くべきと主張した。奥羽諸藩に対しても、彼らも王臣だとして征討に反対した。
蝦夷地政策にも関心を持ち、安政2年（1855年）2月蝦夷地が幕府の直轄となったのを受け、11月箱館奉行堀利煕に対し、奥州から松前への渡航制限を撤廃し、和人の入植を促進させることを提案した。
明治8年（1875年）3月左院に提出した建言では、宇多天皇以後の歴代天皇の称号は理に適っていないとして、諡号を贈り直すことを主張した。

## 岸家
1. 木曽勘助 - 前田利家鉄砲之者小頭。小田原征伐に参戦し、八王子で病死[33]。
2. 木曽勘兵衛 - 勘助弟。鉄砲之者小頭[33]。
3. 木曽与右衛門 - 勘兵衛弟。鉄砲之者小頭。大坂の陣に参戦[33]。
4. 岸勘助 - 与右衛門甥。母の苗字に改姓。鉄砲之者[33]。
5. 岸勘兵衛 - 割場附足軽[33]。
6. 岸市郎右衛門 - 御横目足軽小頭[33]。
7. 岸善蔵 - 聞番組足軽[33]。
8. 岸平馬（平右衛門秀一） – 善蔵弟。定番御歩[33]。妻は公事場附足軽武部八郎娘[33]。
9. 岸竜三郎秀実 - 石川県権少属、頭砲長[33]。
10. 岸重次 – 第四高等学校教授[33]。
11. 岸秀男 - 富山県黒部市開業医[33]。

## 永山家
- 養父：永山市次郎 – 聞番組足軽[3]。
- 次女：れん – 戸長加東大作に嫁いだ[12]。
- 実甥：永山鉄太郎 - 岸秀実の子[33]。海軍機関大佐。